# Сэнгоку (станция)
Станция Сэнгоку (яп. 千石駅 сэнгоку эки) — железнодорожная станция на линии Мита расположенная в специальном районе Бункё, Токио. Станция обозначена номером I-14. На станции установлены автоматические платформенные ворота.

## Планировка станции
Одна платформа островного типа и 2 пути.
| 1 | ○ Линия Мита | Отэмати, Мэгуро, Хиёси     |
| 2 | ○ Линия Мита | Сугамо, Ниси-Такасимадайра |

## Близлежащие станции
| «       |  | Линия      |  | »      |
| ------- |  | ---------- |  | ------ |
| Хакусан |  | Линия Мита |  | Сугамо |